# Amarantsläktet
Amarantsläktet (Amaranthus) är ett släkte av amarantväxter. Amaranter ingår i familjen amarantväxter.

## Amarantfrö i kost
Vissa arter, bland andra Amaranthus caudatus och Amaranthus cruentus, har frön med hög proteinhalt och kan odlas som spannmål. Produkter gjorda av frön från amaranter säljs i hälsokostbutiker under namn som amarantfrö, amarantflingor, amarantmjöl och inkavete. Varje buske ger ifrån sig tusentals frön som liksom quinoan har lågt GI-värde, och kan användas till gröt eller bakning. De kan också användas i grytor, blandas i omeletter, efterrätter och sallader.
Den som lider av glutenintolerans tål amarantfrö, och amarantprodukter går därför ofta att beställa från allergisajter.

## Arter
Catalogue of Life listar nedanstående 89 arter i släktet. Blodamarant (Amaranthus cruentus) listas där som en synonym till grönamarant (Amaranthus hybridus) och toppamarant (Amaranthus hypochondriacus) listas inte alls men båda är accepterade namn enligt The Plant List.

- Amaranthus acanthochiton
- Amaranthus adscendens
- Amaranthus affinis
- Amaranthus albus - vit amarant
- Amaranthus arenicola
- Amaranthus aschersonianus
- Amaranthus asplundii
- Amaranthus australis - jätteamarant
- Amaranthus blitoides
- Amaranthus blitum - mållamarant
- Amaranthus buchtienianus
- Amaranthus californicus
- Amaranthus cannabinus
- Amaranthus capensis
- Amaranthus cararu
- Amaranthus caudatus - rävsvans
- Amaranthus cauliflorus
- Amaranthus commutatus
- Amaranthus crassipes
- Amaranthus crispus
- Amaranthus deflexus - krypamarant
- Amaranthus delilei
- Amaranthus dinteri
- Amaranthus dubius
- Amaranthus emarginatus
- Amaranthus fimbriatus
- Amaranthus floridanus
- Amaranthus glomeratus
- Amaranthus gracilis
- Amaranthus graecizans - grekamarant
- Amaranthus grandiflorus
- Amaranthus greggii
- Amaranthus haughtii
- Amaranthus hybridus - grönamarant, nålamarant
- Amaranthus inamoenus
- Amaranthus interruptus
- Amaranthus leucocarpus
- Amaranthus macrocarpus
- Amaranthus mitchellii
- Amaranthus muricatus
- Amaranthus ozanonii
- Amaranthus palmeri
- Amaranthus paolii
- Amaranthus parodii
- Amaranthus parvulus
- Amaranthus peruvianus
- Amaranthus polygamus
- Amaranthus polygonoides - trattamarant
- Amaranthus polystachyus
- Amaranthus powellii
- Amaranthus praetermissus
- Amaranthus probstii
- Amaranthus pumilus
- Amaranthus purpureus
- Amaranthus ralletii
- Amaranthus retroflexus - svinamarant
- Amaranthus rhombeus
- Amaranthus rudis
- Amaranthus ruebelii
- Amaranthus scandens
- Amaranthus scariosus
- Amaranthus schinzianus
- Amaranthus scleranthoides
- Amaranthus scleropoides
- Amaranthus soproniensis
- Amaranthus sparganiocephalus
- Amaranthus spinosus - taggamarant
- Amaranthus squamulatus
- Amaranthus squarrulosus
- Amaranthus standleyanus
- Amaranthus sylvestris
- Amaranthus taishanensis
- Amaranthus tamariscinus
- Amaranthus tamaulipensis
- Amaranthus tenuifolius
- Amaranthus thevenoei
- Amaranthus thunbergii
- Amaranthus torreyi
- Amaranthus tricolor - papegojamarant
- Amaranthus tuberculatus
- Amaranthus tucsonensis
- Amaranthus undulatus
- Amaranthus urceolatus
- Amaranthus watsonii
- Amaranthus venulosus
- Amaranthus viridis
- Amaranthus vulgatissimus
- Amaranthus zobelii